# Altpieschen
Die Straße Altpieschen in Dresden reicht von der Mohnstraße bis zur Straßenkreuzung Robert-Matzke-Straße Ecke Braunschweiger Straße.

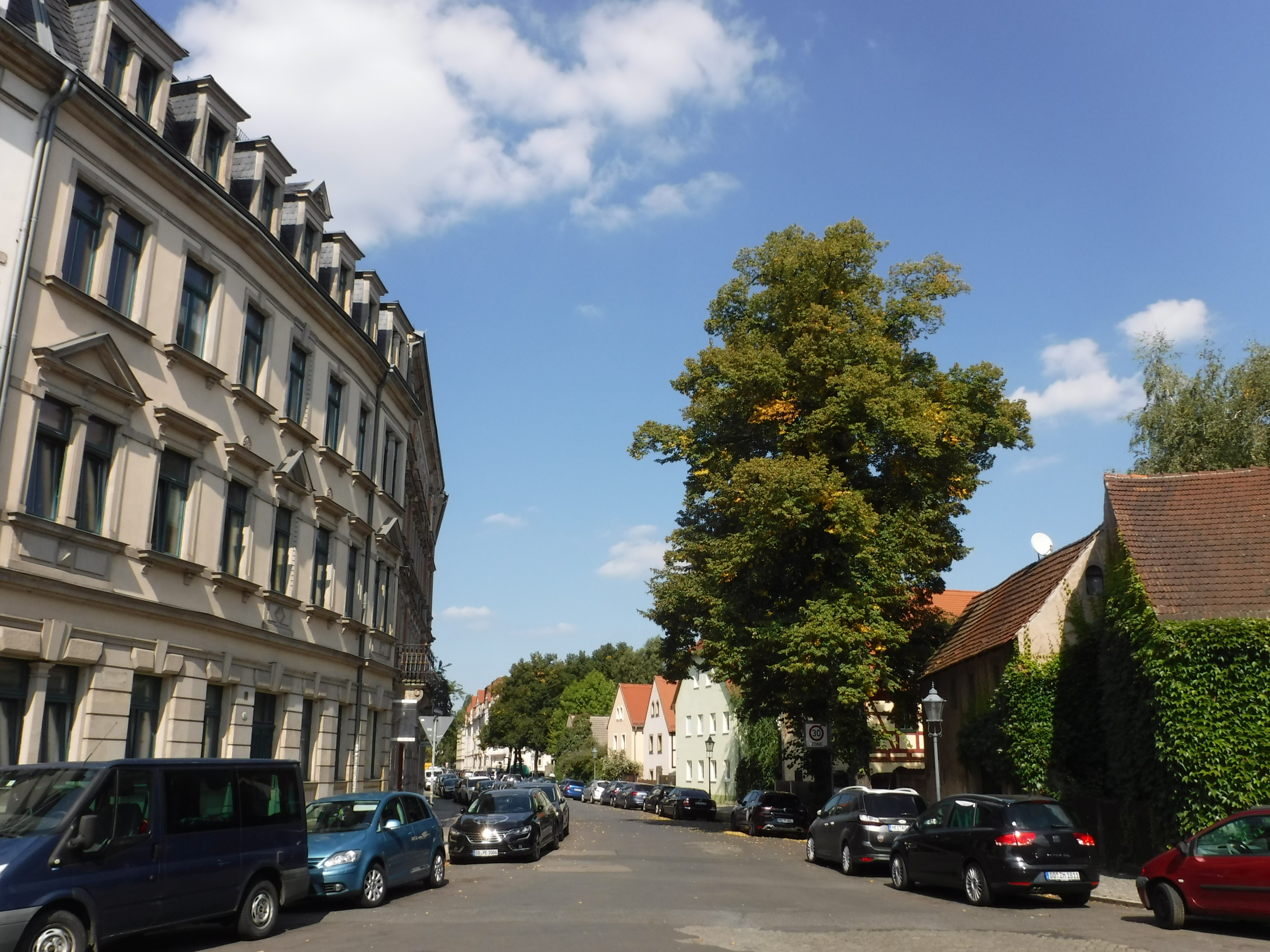
Altpieschen: Dörfliche Bebauung auf der Ostseite (gerade Hausnummern), geschlossene Gründerzeitbebauung im Westen (ungerade Nummern)

## Geschichte

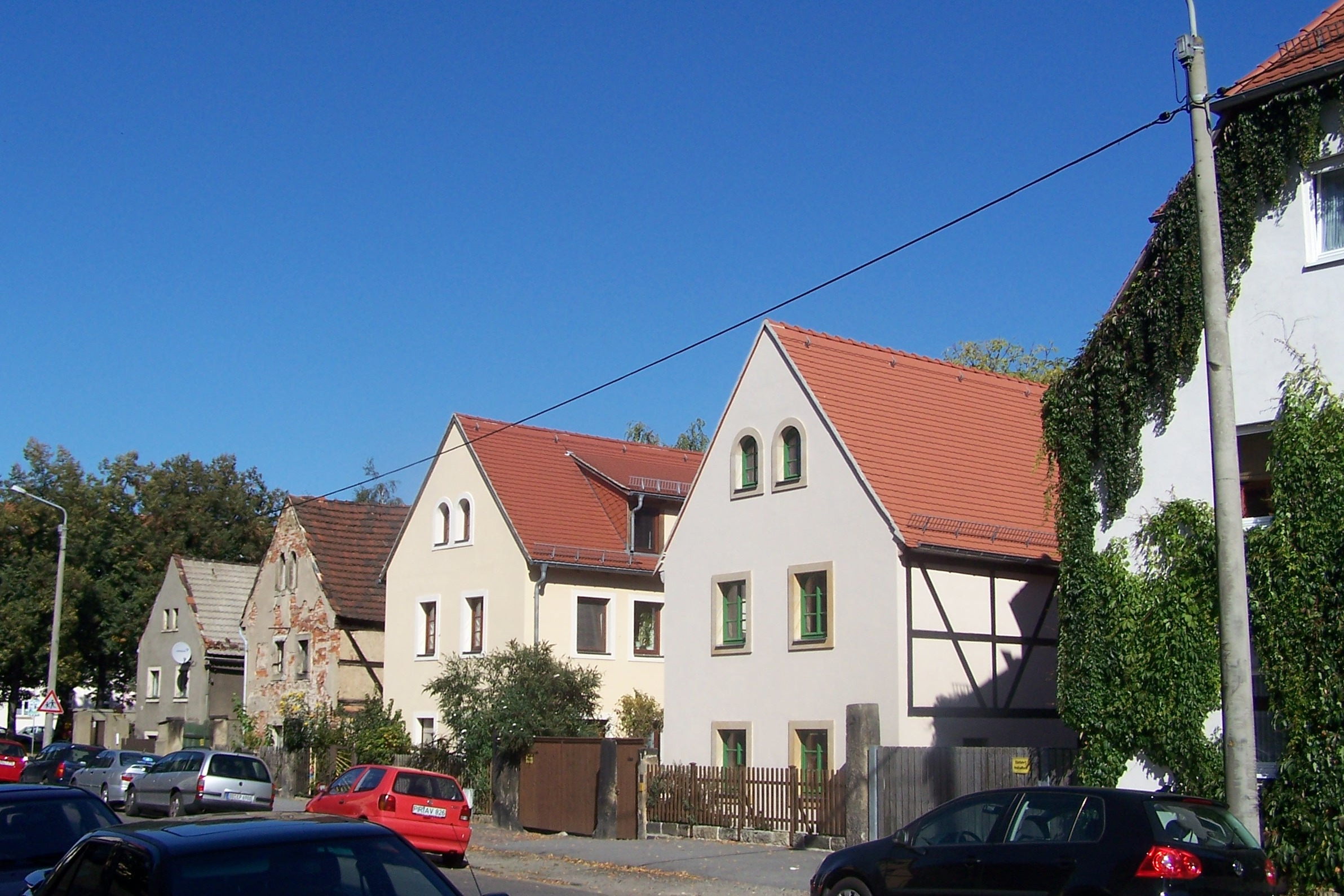
Dresden-Pieschen: Häuser in Altpieschen 2007

Die Straße war früher der alte Dorfkern von Pieschen. Von 1882 bis zum 20. Juli 1906 wurde sie Lindenplatz genannt „nach den 2 Linden, die der Ortslehrer Christian Gottlieb Mohn 1839 bei dem 300-jährigen Jubiläum der Einführung der Reformation auf dem Dorfplatz gepflanzt hatte“. Das ursprünglich sorbische Fischerdorf Pesczen (= Sandgegend) erlebte mit der ersten deutschen Fernbahnlinie (1839) und dem 1859 fertiggestellten Pieschener Hafen einen wirtschaftlichen Aufschwung. Ab 1860 entwickelte sich Pieschen zu einem Arbeiterwohnviertel. Es entstanden Straßenzüge in geschlossener Bauweise mit dreistöckigen Häusern und Hinterhöfen. Im Jahr 1896 wurden die Linden entfernt.
In der Mitte des Platzes stand noch bis 1897 das Spritzenhaus der Ortsfeuerwehr. In den umliegenden Gebäuden von Altpieschen entstanden in der Mitte des 19. Jahrhunderts kleine Weinstuben und Gartenlokale, die den Ort zum Ausflugsziel der Dresdner Bevölkerung machten. Die Gehöfte an der Westseite des Dorfplatzes wurden um die Jahrhundertwende zugunsten neuer Mietshäuser abgerissen. Im Jahr 1912 wurde durch Stadtbaurat Hans Erlwein in Altpieschen ein für damalige Verhältnisse modernes Asyl für 59 obdachlose Familien sowie für 110 alleinstehende Männer errichtet, das später in ein Asyl für kinderreiche Familien umgewandelt wurde. Rund 90 Jahre nach dem Bau wurde der inzwischen unter Denkmalschutz stehende Erlweinhof von 2004 bis 2005 saniert. Unter Denkmalschutz stehen unter anderem die Güter Altpieschen Nr. 2 von 1710 sowie Nr. 4 mit einem Schlussstein von 1806.
Im Jahr 2001 veröffentlichte der Regisseur Bernd Kilian den 45-minütigen Dokumentarfilm „Altpieschen“ über mehrere Anwohner der Straße.
An der Haltestelle Altpieschen wurde am 13. September 2019 der erste Mobilitätspunkt im Pieschen eingeweiht. Es ist der dritte neue Mobilitätspunkt in Dresden. Er vereint Straßenbahn, Bus, Leihrad, Leihauto und kostenlosen Lastenrad-Verleih, sowie Ladesäulen für Elektroautos an einem Ort.